# Владимир Савон
Владимир Савон е украински шахматист. През 1967 г. става международен майстор, а през 1973 г. придобива международно гросмайсторско звание. Първоначално е състезател на Съветския съюз, а в последните години преди смъртта си, е шахматист на родната си Украйна. Виден шахматен треньор, с принос за възхода на украинската шахматна школа в последните години. Умира в Харков на 65-годишна възраст.

## Шахматна кариера
Възходът на Савон е много труден. Украинският шахматист се научава да играе шахмат на тринайдесетгодишна възраст, което според съвременните схващания в шахмата, е прекалено късна възраст за изграждане на шахматна кариера, особено международна. Савон има още един проблем. Живеейки в малко селище извън града, той не може да намери сериозни противници. Въпреки тези трудности името Савон ще остане в историята.
Савон е шампион на Украйна през 1969 г. заедно с Генадий Кузмин. Също участва общо на 11 шампионата на СССР. Става шампион на Съветския съюз през 1971 г.
През 1972 г. участва на шахматната олимпиада в Скопие в отбора на Съветския съюз. Съставът се състои от шахматистите Петросян, Корчной, Смислов, Тал и Карпов. Савон е 2-ра резерва и единствения международен майстор в състава. Изиграва осем партии и спечелва 4,5 точки (3+ 2– 3=). Завоюва златен отборен медал.
Участник е на междузоналния турнир в Петрополис през 1973 г. Заема 8-о място в крайното класиране.
Треньорската му кариера е много успешна. Той е треньор на почти всички шахматисти от отбора на Украйна, който спечели златните медали на шахматната олимпиада през 2004 г. От 1996 до 2001 г. е треньор в шахматния клуб „Юракадемия“. Впоследствие продължава треньорската си дейност в град Краматорск, Украйна. Там преподава на талантливи украински шахматисти, които скоро излизат на международната сцена и сега са шахматното бъдеще на Украйна. Негови ученици са Василий Иванчук, Руслан Пономарьов, Сергей Карякин и Александър Арешченко.

## Турнирни резултати
- 1967 – Сараево (3 – 4-то място, заедно с Пал Бенкьо и зад Борислав Ивков и Леонид Щейн)
- 1970 – Дебрецен (1-во място, заедно с Истван Билек)
- 1972 – Сухуми (2-ро място, след Михаил Тал)
- 1975 – Вилнюс 1-во място (зонален турнир)
- 1977 – Порторож (2 – 3-то място, заедно с Властимил Хорт)
- 1978 – Киев 2-ро място.